# Eckart Hübner
Eckart Hübner (* 1960 in Hamburg) ist ein deutscher Fagottist, Dirigent und Professor an der Universität der Künste Berlin.

## Leben
Eckart Hübner studierte Fagott bei Klaus Thunemann an der Musikhochschule Hannover, und Dirigieren an der Musikhochschule Leipzig. Nach Engagements als Solofagottist bei den Dortmunder Philharmonikern und in der Badischen Staatskapelle wechselte er 1990 ans Solofagottpult im Sinfonieorchester des SWR Baden Baden-Freiburg.
Als Dirigent leitete Eckart Hübner u. a. Projekte beim Kammerorchester des Europäischen Jugendorchesters, bei Orchestern wie der Staatskapelle Schwerin, den Bochumer Sinfonikern, der Jenaer Philharmonie, der Kammerphilharmonie Darmstadt, der deutschen Kammerakademie Neuss und dem Kurpfälzischen Kammerorchester, Mannheim.
Hübner ist Mitglied des Albert Schweitzer Quintetts, welches unter anderem Preisträger des ARD-Wettbewerbs ist.
Nach einer Professur in Basel ist er seit 1997 Professor für Fagott und Ensemblearbeit an der UdK Berlin.